# Johannes Hage (godsägare)
Johannes Hage, född den 6 juni 1842 i Emdrup, död den 14 januari 1923 på Nivågård i Nivå, var en dansk politiker och mecenat. Han var son till Alfred Hage samt bror till Alfred Hage och Wilhelmine Heise.
Hage blev student 1860 samt deltog och sårades i dansk-tyska kriget 1864, där en av hans bröder dog. Han blev efter faderns död 1872 godsägare på norra Själland och i Skåne samt var 1876–1901 högerledamot av folketinget. 
På sin egendom Nivågård grundade Hage en tavelsamling, Nivaagaards Malerisamling, med 150 målningar, som han öppnade för allmänheten. År 1908 skänkte han samlingen, tillsammans med museibyggnaden och ett kapital på 60 000 kronor till underhåll, till staten, att tillträdas efter hans död. 
Hage hade redan 1905 skänkt Frederiksborgs amt ett sjukhus och 100 000 kronor för att uppehålla verksamheten där. Han testamenterade gårdens huvudbyggnad och ett betydligt kapital till ett sjukhus för nervsvaga och 1919 instiftade han Den Hageske Stiftelse till hjälp för fattiga patienter.

## Utmärkelser
- Riddare av Dannebrogorden,  1887[9]
- Dannebrogsmännens hederstecken,  1898[9]
- Kommendör av Dannebrogorden,  1916[9]

[Redigera Wikidata]